# L'Héroïne rouge
L'Héroïne rouge (parfois appelé Hong Xia la Justicière errante) est un film muet chinois réalisé par Wen Yimin, sorti en 1929 ; il est le seul film d'arts martiaux (wuxia pian) des années 1920 à avoir été conservé.

## Synopsis
Des soldats enlèvent une jeune fille et tuent sa grand-mère. Elle est sauvée par un mystérieux ermite qui la forme aux arts martiaux pour qu’elle puisse se venger.

## Fiche technique
- Titre : L'Héroïne rouge
- Titre original : Hong Xia
- Titre anglais : The Red Heroine
- Réalisation : Wen Yi-min
- Scénario :
- Production : Youlian Film Company (Shanghai)
- Pays d'origine : Chine
- Format : Noir et blanc, muet
- Genre : Wu Xia Pian
- Durée : 94 minutes
- Dates de sortie : 1929

## Distribution
- Fan Xue-Peng : l'Héroïne rouge